# Смешко Костянтин Євгенійович
Костянтин Євгенійович Смешко (рос. Константин Евгеньевич Смешко; 28 грудня 1962 — 26 грудня 2024) — російський воєначальник, заступник начальника інженерних військ збройних сил Російської Федерації, генерал-майор. Фігурант бази «Миротворець».

## Біографія
Народився 28 грудня 1962 року.
В 2014 році брав участь в окупації Криму, організовував паромні переправи на півострів. 

### Загибель
Помер 26 грудня 2024 року, причини смерті не розголошуються. Можливо загинув внаслідок ракетного удару.